# Thaumataerius emersoni
Thaumataerius emersoni är en skalbaggsart som beskrevs av Mann 1923. Thaumataerius emersoni ingår i släktet Thaumataerius och familjen stumpbaggar. Inga underarter finns listade i Catalogue of Life.